# Więckowy (przystanek kolejowy)
Więckowy – nieczynny przystanek kolejowy w Więckowych

## Historia

### Tło powstania
Linia kolejowa Pszczółki-Kościerzyna na której znajduje się stacja Więckowy powstała w 1885 w ramach budowy Królewskiej Kolei Wschodniej.

### 1885-1945
Linia 233 aż do 1930 była najkrótszą trasą łączącą Kościerzynę z Gdańskiem a potem z Trójmiastem.

### po 1989
Ruch pociągów został wstrzymany w 1994 roku. Później linia była obsługiwana jeszcze zastępczą komunikacją autobusową.

## Linia kolejowa
Przez Więckowy przechodzi linia kolejowa nr 233, obecnie rozebrana linia była niezelektryfikowana, normalnotorowa, jednotorowa.

## Pociągi

### Pociągi osobowe
Ruch pociągów osobowych został wstrzymany w 1993 roku.

### Ruch towarowy
Ruch pociągów towarowych został wstrzymany w 2001 roku.

## Infrastruktura

### Peron
Perony są niskie, nie kryte. Nawierzchnia peronów była pokryta płytami chodnikowymi, obecnie niewierzchnia jest rozebrana.